# Victoriano Polanco
Victoriano Polanco y Crespo (c. 1853-1890) fue un pintor y dibujante español conocido por sus grabados de los paisajes y costumbres regionales de Cantabria.

## Biografía

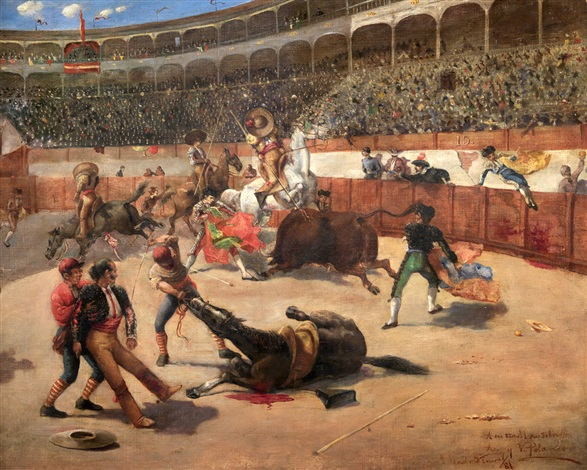
Escena taurina

Pintor natural de Santander, fue discípulo en Madrid de la Escuela superior de Pintura, Escultura y Grabado. En la Exposición Nacional de 1881 presentó Un estudio del natural (a pluma) y Una cabeza (estudio del natural). En las celebradas por el Círculo de Bellas Artes y el dorador Hernández en los años de 1880 a 1883, expuso Un retrato, Una taberna en la provincia de Santander (dibujo), Pandereta, Una cabeza, Dos dibujos á pluma y Esquina de un velador (al óleo).
Polanco, que contrajo matrimonio en 1880 con la madrileña María Asunción Ortiz y Palacios, tenía una edad en aquel momento de veintisiete años.
Fue autor, junto a Fernando Pérez de Camino, de La Montaña, un libro con diversas estampas de la provincia de Santander. Falleció en Rucandio el 9 de julio de 1890.